# Veit Schiffmann
Veit Schiffmann (* 3. Dezember 1958 in Wien) ist ein österreichischer Künstler. Er ist Sohn des Astrologen Heinrich Philipp Schiffmann und der Modedesignerin Edith Andrea Schneiber.
Von 1974 bis 1978 besuchte er die Grafische Lehr- und Versuchsanstalt in Wien; danach studierte er von 1979 bis 1980 an der Hochschule für angewandte Kunst bei Oswald Oberhuber. 

## Wirken
Der Schwerpunkt der Arbeiten von Veit Schiffmann liegt in seiner Auseinandersetzung mit Träumen. Der Künstler vertritt den Standpunkt, dass Träume eine Art allnächtlichen Ausflugs mittels eigenem Traumkörper darstellen und dass man darüber ebenso berichten kann wie über die Tagesgeschehen im Wachzustand. Seine Malerei setzt sich aus verschiedenen Traumelementen, Erinnerungen, Skizzen, Stimmungssequenzen und Symbolen zusammen die als Motivbasis auf die Traumlandschaft zurückführen.
Veit Schiffmann lehnt jedoch die herkömmliche Traumdeutung oder die verschiedenen psychologischen Interpretationen strikt ab. Er ist der Auffassung, dass die Welt der Träume ebenso nüchtern und real erforscht werden kann wie die der Wachwelt.

## Zitate
Etwas wirklich Gutes ist Nicht-zu-wissen,
man ist leicht und frei und hat keine Scheu mit dem Fliegen.
Auf die Frage, was ich denn male, schaue ich meist verlegen drein
und muss eingestehen, dass ich es kaum erklären kann.

## Werke in öffentlichen Sammlungen
- Stadt Wien
- Neue Galerie, Linz
- N.Ö. Landesregierung
- Museum Für Moderne Kunst, Istanbul
- Bundesministerium für UK, Wien
- N.Ö. Gesellschaft für Kunst und Kultur
- Austria Tabak, Wien
- Brucknerhaus, Linz
- Minoriten Kulturzentrum, Graz
- Bank Austria, Wien
- Creditanstalt, Wien
- Oberbank, Linz
- Sammlung S. Sabarsky, New York
- ÖBV, Wien
- ATP Architektur, Wien
- Philips, Wien
- Tinkl Collection, Toronto
- Artothek, Krems

## Auszeichnungen
- Theodor-Körner-Preis 1986